# Csák István (asztalnokmester)
Csák I. István (? – 1279-83 között) a Csák nemzetség trencséni ágának tagja, I. Máté fia, Csák Máté, a közismert tartományúr nagybátyja. Asztalnokmester, több megye ispánja. Oklevelekben 1254 előttől, 1279-ig szerepel. Gyermekeiről nem tudunk.

## Élete
Legidősebb testvérének, Márknak a tevékenységéről semmit sem tudunk, de utódait ismerjük. Másik két fiútestvérével, Mátéval és Péterrel együtt agresszív birtokszerző politikát folytattak. Nevét először egy 1260-as oklevél említi, amely szerint az 1254-ben elhunyt IV. Ince pápa a veszprémi püspököt bízta meg azzal, hogy szerezze vissza a tatai bencés apátság számára Tata falut, amelyet István erőszakkal elvett tőlük. Eszerint Istvánnak legkésőbb 1235 körül kellett születnie. Anyja neve Margit volt. István nem adta vissza a birtokot, ezért IV. Sándor pápa IV. Béla magyar királyhoz fordult, hogy vegye rá erre. 1269-ben Füzitő határában volt birtokos. IV. Bélától, tehát 1270 előtt kapta adományul a Hont vármegyei Palástot, övé lett a Komárom vármegyei Hetény is, de ezt elcserélte a Bars vármegyei Kistapolcsányra. 1274-ben elcserélte az ekkor már általa birtokolt Bars vármegyei Maholát, Valkócot és Tajnát 50 márka ráfizetésével az észak-barsi Bori várjobbágyainak földjeire, ahol már kapott előtte földet IV. Lászlótól. Mindebből úgy tűnik, hogy birtokközpontját Bars északi részén akarta kialakítani, mert ide cserélte szétszórt birtokait. Nagy valószínűséggel ő építette a Boritól néhány kilométerre levő Hrussó várat. IV. László 1274-ben Hrussótól északra az Oszlányhoz tartozó Ugrócot adományozta neki, amivel kikerekítette István itteni birtoktestét. Az adományozó oklevélben Kun László István mestert tiszteletre méltó, szeretett, hű bárójának mondja.
István 1272-ben, majd 1275-ben ismét Trencsén vármegye ispánja, 1275-ben Barsé is. 1275 decemberétől fél évig asztalnokmester, s közben hol ismét barsi, hol bányai, hol szolgagyőri ispán. 1277 végétől újabb fél évig ismét asztalnokmester és Pozsony vármegye ispánja.